# Lema nacional
El lema nacional és una frase, sovint en la llengua pròpia o en llatí, però de vegades en altres llengües, que un estat o subdivisió d'aquest (província, ciutat, etc.) utilitza en diversos símbols com ara escut, banderes o monedes com a element d'identificació col·lectiva, ja que sol indicar una aspiració del territori o intenta definir les seves característiques essencials.
Aquesta pàgina és una recopilació de lemes nacionals dels estats independents del món i les seves subdivisions. Algunes de les traduccions següents manquen de la llengua original i han estat traduïdes de l'anglès.

## A
- Alemanya: Einigkeit und Recht und Freiheit (alemany, "Unitat i justícia i llibertat")
  - Slesvig-Holstein: Up ewig ungedeelt (baix alemany, "Per sempre individits", adaptació romàntica d'una frase del Tractat de Ribe del 1460)
  - Tercer Reich: Ein Volk, Ein Reich, Ein Führer (alemany, "Un poble, un imperi, un cabdill")
- Andorra: Virtus Unita Fortior (llatí, "La força unida és més forta" o més simplement "La força és més forta en la unió")
- Antigua i Barbuda: Each endeavouring, all achieving (anglès, "Cadascú esforçant-se, tots aconseguint-ho")
- Antilles Neerlandeses: Libertate unanimus (llatí, "Units per la llibertat")
- Argentina: En unión y libertad (castellà, "En unió i llibertat")
- Austràlia: cap
  - Territori de la Capital Australiana: For the Queen, the law and the people (anglès, "Per la Reina, la llei i el poble")
  - Nova Gal·les del Sud: Orta recens quam pura nites (llatí, "Acabat d'eixir [el sol], que brillant llueixes!")
  - Territori del Nord: cap
  - Queensland: Audax at fidelis (llatí, "Audaç però fidel")
  - Austràlia Meridional: cap
  - Tasmània: Ubertas et fidelitas (llatí, "Fertilitat i fidelitat")
  - Victòria: The place to be (anglès, "El lloc on ésser")
  - Austràlia Occidental: cap
- Àustria-Hongria: Indivisibiliter ac Inseparabiliter (llatí, "Indivisiblemet i inseparablement"; la unió va desfer-se en diferents estats independents el 1918). La dinastia dels Habsburg tenien per lema: Austria Est Imperare Orbi Universo, en alemany Alles Erdreich Ist Österreich Untertan (AEIOU és l'acrònim comú), "Correspon a Àustria governar tot el món".

## B
- Bahames: Forward upward onward together (anglès, "Avant, amunt, endavant junts")
- Barbados: Pride and Industry (anglès, "Orgull i diligència")
- Bèlgica: L'union fait la force, Eendracht maakt macht i Einigkeit gibt Stärke (francès neerlandès i alemany, "La unió fa la força")
  - Valònia: Walon todi! (való, "Való per sempre!")
- Belize: Sub umbra floreo (llatí, "Sota l'ombra floreixo")
- Bolívia: Firme y Feliz por la Unión (castellà, "Ferm i feliç per la Unió")
- Brasil: Ordem e progresso (portuguès, "Ordre i progrés")
- Brunei: Brunei darussalam (malai, "Brunei, la Seu de la pau")
- Bulgària: Съединението прави силата (búlgar, "La unió fa la força")

## C
- Cambodja: "Nation, Religion, King" (anglès, Nació, Religió, Rei)
- Canadà: A mari usque ad mare (llatí, "De mar a mar")
  - Alberta: Fortis et liber (llatí, "Fort i lliure")
  - Colúmbia Britànica: Splendor sine occasu (llatí, "Esplendor sense minva")
  - Illa del Príncep Eduard: Parva sub ingenti (llatí, "Petita sota [la protecció] del gran")
  - Manitoba: Gloriosus et liber (llatí, "Gloriós i lliure")
  - Nova Brunswick: Spem reduxit (llatí, "Restaurà l'esperança")
  - Nova Escòcia: Munit haec et altera vincit (llatí, "Un defensa i l'altre venç")
  - Nunavut: Nunavut sanginivut (inuktitut, "Nunavut la nostra força" o "La nostra terra, la nostra força")
  - Ontario: Ut incepit fidelis sic permanet (llatí, "Com lleial començà, així roman")
  - Quebec: Je me souviens (francès, "Me'n recordo")
  - Saskatchewan: Multis e gentibus vires (llatí, "La força de molts pobles")
  - Terranova i Labrador: Quaerite primum regnum Dei (llatí, "Cerca primer el regne de Déu")
- Colòmbia: Libertad y orden (castellà, "llibertat i ordre")
- Corea del Nord: 강성대국 (强盛大國, Gangseong Daeguk (coreà, "País pròsper i gran")
- Corea del Sud: 널리 인간을 이롭게하라, Hongik Ingan (coreà, "Bona voluntat per a tota la humanitat", "Fa el bé a tota la humanitat")
- Cuba: Patria y Libertad (castellà, "Pàtria i llibertat")

## D
- Dinamarca: lema reial de la Reina Margarida II: Guds hjælp, Folkets kærlighed, Danmarks styrke (danès, "L'ajuda de Déu, l'amor del poble, la força de Dinamarca")

## E
- Equador:La Paz y el Bienestar, la Gloria y el Triunfo (castellà, "La Pau i el Benestar, la Glòria i el Triomf")
- El Salvador: Dios, Unión, Libertad (castellà, "Déu, Unió, Llibertat")
- Espanya: Plus ultra (llatí, "Més enllà")
  - Entre 1939 i 1978: Una, grande y libre (castellà "Una, gran i lliure") (sota la dictadura de Franco)
  - Andalusia: Andalucía para sí, para España y la humanidad (castellà, "Andalusia per ella, per Espanya, i la humanitat")
  - Catalunya: "Som i Serem"
- Estats Units: E pluribus unum (llatí, "De molts, un") i In God We Trust (anglès, "En Déu confiem")
  - Hi ha una llista de lemes dels estats dels EUA

## F
- Fiji: Rerevaka na Kalou ka Doka na Tui (fijià, "Tem Déu i honora la Reina")
- Filipines: Maka-Diyos, Maka-Tao, Makakalikasan at Makabansa (tagàlog, "Per Déu, el Poble, la Natura i el País")
- França: Liberté, égalité, fraternité (francès, "Llibertat, igualtat, fraternitat")
  - París: Fluctuat nec mergitur (llatí, "Onejada però no enfonsada")

## G
- Geòrgia: ძალა ერთობაშია! (georgià, "La força està en la unió")
- Grècia: Eleftheria i Thanatos, Ελευθερία ή Θάνατος (grec, "Llibertat o mort")
- Guyana: One people, one nation, one destiny (anglès, "Un poble, una nació, un destí")
- Gal·les: Cymru am byth Gal·lès ("Gal·les per Sempre")

## H
- Haití: L'union fait la force (francès, "La Unió fa la força")

## I
- Salomó: To Lead is to serve (anglès, "Comandar és servir")
- Índia: Satyameva jayate (sànscrit, "La veritat sola triomfa")
- Indonèsia: Bhinneka Tunggal Ika (javanès antic, "Units en la diversitat")
- Iran: Allahu Akbar (àrab, "Déu és el més gran")
- Irlanda: Fé Mhóid Bheith Saor (gaèlic, "Juràrem ésser lliures")

## J
- Jamaica: Out of many people, we are one (anglès, "Sorgits de molts pobles, en som un")

## K
- Kenya: Harambee (suahili, "cooperativa" sovint traduït com a "treballem plegats")
- Kiribati: Te mauri, te raoi ao te tabomoa (gilbertès, "Salut, Pau i Prosperitat")

## L
- Laos: : "ສັນຕິພາບ ເອກະລາດ ປະຊາທິປະໄຕ ເອກະພາບ ວັດທະນາຖາວອນ" (laosià, "Pau, independència, democràcia, unió i prosperitat")
- Líban: cap
- Lituània: Vienybė težydi (lituà, Deixem que la unió floreixi)
- Luxemburg: Mir wëlle bleiwe wat mir sin (luxemburguès, "Volem romandre com som")

## M
- Macedònia del Nord:Sloboda ili smrt (macedònic, "Llibertat o mort")
- Malàisia: Bersekutu Bertambah Mutu (malai, "La Unió augmenta la Força")
- Maurici: Stella clavisque Maris Indici (llatí, "Estel i clau de l'Oceà Índic")
- Mèxic: cap. Tradicionalment: El respeto al derecho ajeno es la paz (castellà, "El respecte al dret aliè és la pau"). També: Sufragio efectivo, no reelección (castellà, "Sufragi efectiu, no reelecció"), és actualment imprès en la signatura d'alguns documents del govern.
- Mònaco: lema del Príncep de Mònaco: Deo juvante (llatí, "Amb l'ajut de Déu")

## N
- Namíbia: Unity, liberty, justice (anglès, "Unió, llibertat, justícia")
- Nauru: God's will first (anglès, "La voluntad de Déu primer")
- Nepal: जननी जन्मभूमिष्च स्वर्गादपि गरियसि (sànscrit, "La mare i la mare pàtria són més grans que el cel"
- Nigèria: "Unity and Faith, Peace and Progress" (anglès, "Unió i fe, pau i progrés")
- Noruega: lema reial del Rei Harald V: Alt for Norge (noruec, "Tot per Noruega")

## P
- Països Baixos: Je maintiendrai (francès, "Mantindré")
- Pakistan: Iman, Ittehad, Tanzeem (urdu: "Fe, unitat, disciplina")
- Panamà: Pro mundi beneficio (llatí, "Pel benefici del món")
- Polònia: cap; les frases Honor i Ojczyzna (polonès: "Honor i Pàtria"); o Bóg, Honor, Ojczyzna (polonès, "Déu, Honor, Pàtria") apareixen en moltes banderes i pendons militars.

## R
- Regne Unit: lema reial: Dieu et mon droit (francès, "Déu i el meu dret")
  - Escòcia: Nemo me impune lacessit (llatí, "Ningú no em fereix impunement")
  - Gal·les: Ich Dien (Alemany, "Serveixo" – lema del Príncep), Y ddraig goch ddyry cychwyn (gal·lès, "El drac vermell inspira acció"), Cymru am byth (gal·lès, "Gal·les per sempre" – no oficial)
  - Gibraltar: Nulli expugnabilis hosti (llatí, "Cap enemic pot conquerir-la", literalment: "Per cap enemic conquerible")
  - Illes Caiman: He hath founded it upon the seas (anglès, "Ell les fundà damunt del mar")
  - Illa de Man: Quocunque jeceris stabit (llatí, "Allà on ho llencis, romandrà")
  - Illes Malvines (Falkland islands): Desire the right (anglès, "Desitja el correcte")
- República Dominicana: Dios, Patria, Libertad (castellà, "Déu, Pàtria, Llibertat")
- República Txeca: Pravda vítězí! (txec, "La veritat perdura!")

## S
- Saint Lucia: The land, the people, the light (anglès, "La terra, el poble, la llum")
- San Marino: Libertas (llatí, "Llibertat")
- Senegal: Un peuple, un but, une foi (francès, "Un poble, un propòsit, una fe")
- Sèrbia i Montenegro (No oficial): Samo Sloga Srbina Spasava (serbi, "Només la unió salva els serbis")
- Seychelles: Finis coronat opus (llatí, "La fi corona l'obra")
- Sierra Leone: Unity, freedom, justice (anglès, "Unió, llibertat, justícia")
- Singapur: Majulah Singapura (malai, "Endavant Singapur")
- Sud-àfrica:!ke e: /xarra //ke (xam, "Pobles diversos units" o "Unió en la Diversitat")
- Suècia: Lema reial: För Sverige i tiden (suec, "Per Suècia, amb els temps")
- Surinam: Justitia, pietas, fides (llatí, "Justícia, pietat, lleialtat")
- Suïssa: Unus pro omnibus, omnes pro uno (llatí, "Un per tots, tots per un")
- Swazilàndia: Siyinquaba (swati, "Som la fortalesa")

## T
- Tailàndia: cap
- Timor Oriental: Honra, pátria e povo (portuguès, "Honor, pàtria i poble")
- Togo: Travail, Liberté, Patrie (francès: "Treball, llibertat, pàtria")
- Turquia: Yurtta Sulh, Cihanda Sulh (turc, "Pau a casa, pau al món")
- Tuvalu: Tuvalu mo te Atua (tuvalès, "Tuvalu per al Totpoderós")

## U
- Ucraïna: cap
- Unió Europea: In varietate concordia ('Units en la diversitat, United in diversity, Unie dans la diversité, etc. (Traduït en tots els idiomes dels estats members de la UE))
- Unió Soviètica: Пролетарии всех стран, соединяйтесь! (rus, "Treballadors del món, uniu-vos!")
- Uruguai: Libertad o muerte (castellà, "Llibertat o mort")

## V
- Vietnam: Ðộc lập, tự do, hạnh phúc (vietnamita, "Independència, llibertat i felicitat")

## X
- Xile: Por la razón o la fuerza (castellà, "Per la raó o per la força")
  - Post Tenebras Lux (llatí, "Després de l'obscuritat, llum") (antic)
  - Aut concilio, aut ense (llatí, "Per la raó o per l'espasa") (antic)

## Z
- Zàmbia One Zambia, One country (anglès, "Una Zàmbia, Un país")